# Sex (pel·lícula)
Sex és una pel·lícula de drama romàntic noruec del 2024 escrita i dirigida per Dag Johan Haugerud per a Viaplay. La pel·lícula protagonitzada per Jan Gunnar Røise i Thorbjørn Harr, és la primera entrega de la trilogia Sexe Somnis Amor. Segueix dos homes en matrimonis heterosexuals que viuen unes experiències inesperades que desafien les seves percepcions de sexualitat, gènere i identitat. S'ha doblat i subtitulat al català.
La pel·lícula va ser seleccionada a la secció Panorama del 74è Festival Internacional de Cinema de Berlín, on es va estrenar mundialment el 17 de febrer de 2024.